# Cecil Jones Attuquayefio
Cecil Jones Attuquayefio (Acra, 18 de octubre de 1944 - Acra, 12 de mayo de 2015) fue un entrenador y jugador de fútbol que jugaba en la demarcación de centrocampista.

## Selección nacional
Llegó a jugar bastantes partidos con la selección de fútbol de Ghana. Disputó la Copa Africana de Naciones 1965 —la cual ganó—, la Copa Africana de Naciones 1968 y la Copa Africana de Naciones 1970. Además participó en los Juegos Olímpicos de México 1968, quedando en eliminado en la fase de grupos tras quedar en tercera posición.

### Partidos internacionales
| 1  | 12-11-1965 | Stade Mohamed Maarouf, Susa, Túnez         | Ghana                           | 5-2 | República Democrática del Congo |  | Copa Africana de Naciones 1965                       |
| 2  | 21-11-1965 | Stade Chedly-Zouiten, Túnez, Túnez         | Ghana                           | 3-2 | Túnez                           |  | Copa Africana de Naciones 1965                       |
| 3  | 14-01-1968 | Estadio Cicero, Asmara, Eritrea            | Ghana                           | 2-1 | República Democrática del Congo |  | Copa Africana de Naciones 1968                       |
| 4  | 28-01-1968 | Estadio de Adís Abeba, Adís Abeba, Etiopía | República Democrática del Congo | 1-0 | Ghana                           |  | Copa Africana de Naciones 1968                       |
| 5  | 13-10-1968 | Estadio León, Guanajuato, México           | Israel                          | 5-3 | Ghana                           |  | Juegos Olímpicos de México 1968                      |
| 6  | 10-05-1969 | Estadio Obafemi Awolowo, Lagos, Nigeria    | Nigeria                         | 2-1 | Ghana                           |  | Clasificación para la Copa Mundial de Fútbol de 1970 |
| 7  | 18-05-1969 | Estadio Ohene Djan, Acra, Ghana            | Ghana                           | 1-1 | Nigeria                         |  | Clasificación para la Copa Mundial de Fútbol de 1970 |
| 8  | 07-02-1970 | Estadio Wad Madani, Wad Madani, Sudán      | Ghana                           | 2-0 | República Democrática del Congo |  | Copa Africana de Naciones 1970                       |
| 9  | 09-02-1970 | Estadio Wad Madani, Wad Madani, Sudán      | Egipto                          | 1-1 | Ghana                           |  | Copa Africana de Naciones 1970                       |
| 10 | 11-02-1970 | Estadio Wad Madani, Wad Madani, Sudán      | Guinea                          | 1-1 | Ghana                           |  | Copa Africana de Naciones 1970                       |
| 11 | 14-02-1970 | Estadio de Jartum, Jartum, Sudán           | Costa de Marfil                 | 1-2 | Ghana                           |  | Copa Africana de Naciones 1970                       |
| 12 | 16-02-1970 | Estadio de Jartum, Jartum, Sudán           | Sudán                           | 1-0 | Ghana                           |  | Copa Africana de Naciones 1970                       |

## Clubes

### Como futbolista
| Club           | País  | Año         |
| -------------- | ----- | ----------- |
| Great Olympics | Ghana | 1966 - 1974 |

### Como entrenador
| Club                                | País            | Año         |
| ----------------------------------- | --------------- | ----------- |
| Great Olympics                      | Ghana           | 1974 - 1984 |
| Okwawu United                       | Ghana           | 1988 - 1989 |
| Stade d'Abidjan                     | Costa de Marfil | 1989 - 1990 |
| Ashanti Gold SC                     | Ghana           | 1990 - 1995 |
| Selección de fútbol sub-17 de Ghana | Ghana           | 1998 - 1999 |
| Hearts of Oak SC                    | Ghana           | 1998 - 2001 |
| Selección de fútbol de Ghana        | Ghana           | 2000 - 2001 |
| Liberty Professionals FC            | Ghana           | 2002        |
| Selección de fútbol de Benín        | Benín           | 2003 - 2004 |

## Palmarés

### Como futbolista

#### Campeonatos nacionales
| Título                | Club           | País  | Año  |
| --------------------- | -------------- | ----- | ---- |
| Liga Premier de Ghana | Great Olympics | Ghana | 1970 |
| Liga Premier de Ghana | Great Olympics | Ghana | 1974 |

#### Campeonatos internacionales
| Título                    | Club                         | País  | Año  |
| ------------------------- | ---------------------------- | ----- | ---- |
| Copa Africana de Naciones | Selección de fútbol de Ghana | Ghana | 1965 |

### Como entrenador

#### Campeonatos nacionales
| Título                | Club             | País  | Año  |
| --------------------- | ---------------- | ----- | ---- |
| Copa de Ghana         | Great Olympics   | Ghana | 1975 |
| Liga Premier de Ghana | Ashanti Gold SC  | Ghana | 1994 |
| Liga Premier de Ghana | Ashanti Gold SC  | Ghana | 1995 |
| Liga Premier de Ghana | Hearts of Oak SC | Ghana | 1999 |
| Liga Premier de Ghana | Hearts of Oak SC | Ghana | 2000 |
| Liga Premier de Ghana | Hearts of Oak SC | Ghana | 2001 |
| Copa de Ghana         | Hearts of Oak SC | Ghana | 1999 |
| Copa de Ghana         | Hearts of Oak SC | Ghana | 2000 |

#### Campeonatos internacionales
| Título                      | Club                                | País  | Año  |
| --------------------------- | ----------------------------------- | ----- | ---- |
| Campeonato Africano Sub-17  | Selección de fútbol sub-17 de Ghana | Ghana | 1999 |
| Liga de Campeones de la CAF | Hearts of Oak SC                    | Ghana | 2000 |
| Supercopa de la CAF         | Hearts of Oak SC                    | Ghana | 2001 |